# Železniční viadukt u Střelic
Železniční viadukt u Střelic, zvaný „Železňák“, se nachází na trati Brno – Hrušovany nad Jevišovkou. Byl památkově chráněn, ovšem v roce 2020 Ministerstvo kultury České republiky rozhodlo, že zápis objektu do státního seznamu kulturních památek z roku 1989 proběhl opožděně, takže památková ochrana skončila 31. prosince 1987.
Postaven byl v roce 1870 společně s celým úsekem Hrušovany nad Jevišovkou – Střelice, který byl součástí dráhy Rakouské společnosti státní dráhy vedoucí z Vídně. Ta byla projektována jako dvojkolejná, realizována však byla pouze jedna kolej. Proto byl i střelický viadukt vybudován pro dvojkolejnou trať. Most o délce přibližně 60 m překračuje na rozhraní katastrů Střelic a Radostic údolí říčky Bobravy se silnicí Střelice – Radostice. Je rozdělen na tři části: dva krajní oblouky s pilíři (na brněnské straně cihlový) a střední pole, které je tvořeno ocelovou příhradovou konstrukcí pouze pro jednu kolej. Nejnovější část viaduktu pochází z roku 1902.